# Allenamento 2
Allenamento #2 è un singolo del rapper italiano Capo Plaza, pubblicato il 17 marzo 2017.

## Classifiche
| Classifica (2017) | Posizione massima |
| ----------------- | ----------------- |
| Italia            | 31                |